# Éthiopie aux Jeux olympiques d'été de 2024
L'Éthiopie participe aux Jeux olympiques de 2024 à Paris. Il s'agit de sa 15e participation à des Jeux olympiques d'été.
L'athlète Misgana Wakuma et la nageuse Lina Alemayehu Selo sont nommés porte-drapeau de la délégation éthiopienne.

## Nombre d’athlètes qualifiés par sport
Voici la liste des qualifiés et sélectionnés éthiopiens par sport (remplaçants compris) :
| Sport      | Hommes | Femmes | Total |
| ---------- | ------ | ------ | ----- |
| Athlétisme | 16     | 17     | 33    |
| Natation   | 0      | 1      | 1     |
| Total      | 16     | 18     | 34    |

## Bilan général
| Sport      | Médaille d'or, Jeux olympiques | Médaille d'argent, Jeux olympiques | Médaille de bronze, Jeux olympiques | Total | Rang pays |
| ---------- | ------------------------------ | ---------------------------------- | ----------------------------------- | ----- | --------- |
| Athlétisme | 1                              | 3                                  | 0                                   | 4     | 9e        |
| Total      | 1                              | 3                                  | 0                                   | 4     | 47e       |

| Jour    | Médaille d'or, Jeux olympiques | Médaille d'argent, Jeux olympiques | Médaille de bronze, Jeux olympiques | Total |
| ------- | ------------------------------ | ---------------------------------- | ----------------------------------- | ----- |
| 2 août  | 0                              | 1                                  | 0                                   | 1     |
| 5 août  | 0                              | 1                                  | 0                                   | 1     |
| 10 août | 1                              | 0                                  | 0                                   | 1     |
| 11 août | 0                              | 1                                  | 0                                   | 1     |
| Total   | 1                              | 3                                  | 0                                   | 4     |

| Sexe   | Médaille d'or, Jeux olympiques | Médaille d'argent, Jeux olympiques | Médaille de bronze, Jeux olympiques | Total |
| ------ | ------------------------------ | ---------------------------------- | ----------------------------------- | ----- |
| Hommes | 1                              | 1                                  | 0                                   | 2     |
| Femmes | 0                              | 2                                  | 0                                   | 2     |
| Mixte  | 0                              | 0                                  | 0                                   | 0     |
| Total  | 1                              | 3                                  | 0                                   | 4     |

## Médaillés
| Sport      | Discipline        | Athlète(s)   | Performance    | Date         |
| ---------- | ----------------- | ------------ | -------------- | ------------ |
| Athlétisme | Marathon masculin | Tamirat Tola | 2 h 6 min 26 s | 10 août 2024 |

| Sport      | Discipline             | Athlète(s)     | Performance     | Date         |
| ---------- | ---------------------- | -------------- | --------------- | ------------ |
| Athlétisme | 10 000 mètres masculin | Berihu Aregawi | 26 min 43 s 44  | 2 août 2024  |
| Athlétisme | 800 m féminin          | Tsige Duguma   | 1 min 57 s 90   | 5 août 2024  |
| Athlétisme | Marathon féminin       | Tigst Assefa   | 2 h 22 min 58 s | 11 août 2024 |

## Résultats

### Athlétisme

#### Hommes
| Athlètes        | Épreuve         | Premier tour (ou tour préliminaire) | Premier tour (ou tour préliminaire) | Repêchage (ou premier tour) | Repêchage (ou premier tour) | Demi-finales  | Demi-finales | Finale          | Finale                             |
| Athlètes        | Épreuve         | Temps                               | Rang                                | Temps                       | Rang                        | Temps         | Rang         | Temps           | Rang                               |
| --------------- | --------------- | ----------------------------------- | ----------------------------------- | --------------------------- | --------------------------- | ------------- | ------------ | --------------- | ---------------------------------- |
| Abdisa Fayisa   | 1 500 m         | 3 min 39 s 67                       | 14e                                 | 3 min 36 s 82               | 10e                         | Éliminé       | Éliminé      | Éliminé         | Éliminé                            |
| Samuel Tefera   | 1 500 m         | 3 min 37 s 34                       | 6e                                  | Exempté                     | Exempté                     | 3 min 33 s 02 | 9e           | Éliminé         | Éliminé                            |
| Ermias Girma    | 1 500 m         | 3 min 35 s 21                       | 1er                                 | Exempté                     | Exempté                     | 3 min 40 s 27 | 12e          | Éliminé         | Éliminé                            |
| Hagos Gebrhiwet | 5 000 m         | 14 min 8 s 18                       | 2e                                  | Non disputé                 | Non disputé                 | Non disputé   | Non disputé  | 13 min 15 s 32  | 5e                                 |
| Biniam Mehary   | 5 000 m         | 13 min 51 s 82                      | 2e                                  | Non disputé                 | Non disputé                 | Non disputé   | Non disputé  | 13 min 15 s 99  | 6e                                 |
| Addisu Yihune   | 5 000 m         | 13 min 52 s 62                      | 8e                                  | Non disputé                 | Non disputé                 | Non disputé   | Non disputé  | 13 min 22 s 33  | 14e                                |
| Yomif Kejelcha  | 10 000 m        | Non disputé                         | Non disputé                         | Non disputé                 | Non disputé                 | Non disputé   | Non disputé  | 26 min 44 s 02  | 6e                                 |
| Berihu Aregawi  | 10 000 m        | Non disputé                         | Non disputé                         | Non disputé                 | Non disputé                 | Non disputé   | Non disputé  | 26 min 43 s 44  | Médaille d'argent, Jeux olympiques |
| Selemon Barega  | 10 000 m        | Non disputé                         | Non disputé                         | Non disputé                 | Non disputé                 | Non disputé   | Non disputé  | 26 min 44 s 48  | 7e                                 |
| Kenenisa Bekele | Marathon        | Non disputé                         | Non disputé                         | Non disputé                 | Non disputé                 | Non disputé   | Non disputé  | 2 h 12 min 24 s | 39e                                |
| Deresa Geleta   | Marathon        | Non disputé                         | Non disputé                         | Non disputé                 | Non disputé                 | Non disputé   | Non disputé  | 2 h 7 min 31 s  | 5e                                 |
| Tamirat Tola    | Marathon        | Non disputé                         | Non disputé                         | Non disputé                 | Non disputé                 | Non disputé   | Non disputé  | 2 h 6 min 26 s  | OR                                 |
| Lamecha Girma   | 3 000 m steeple | 8 min 23 s 89                       | 1er                                 | Non disputé                 | Non disputé                 | Non disputé   | Non disputé  | DNF             | DNF                                |
| Getnet Wale     | 3 000 m steeple | 8 min 18 s 25                       | 3e                                  | Non disputé                 | Non disputé                 | Non disputé   | Non disputé  | 8 min 12 s 33   | 9e                                 |
| Samuel Firewu   | 3 000 m steeple | 8 min 11 s 61                       | 2e                                  | Non disputé                 | Non disputé                 | Non disputé   | Non disputé  | 8 min 8 s 87    | 6e                                 |
| Misgana Wakuma  | 20 km marche    | Non disputé                         | Non disputé                         | Non disputé                 | Non disputé                 | Non disputé   | Non disputé  | 1 h 19 min 31 s | 6e                                 |

#### Femmes
| Athlètes           | Épreuve         | Premier tour (ou tour préliminaire) | Premier tour (ou tour préliminaire) | Repêchage (ou premier tour) | Repêchage (ou premier tour) | Demi-finales  | Demi-finales | Finale           | Finale                             |
| Athlètes           | Épreuve         | Temps                               | Rang                                | Temps                       | Rang                        | Temps         | Rang         | Temps            | Rang                               |
| ------------------ | --------------- | ----------------------------------- | ----------------------------------- | --------------------------- | --------------------------- | ------------- | ------------ | ---------------- | ---------------------------------- |
| Worknesh Mesele    | 800 m           | 1 min 58 s 07 PB                    | 1er                                 | Exemptée                    | Exemptée                    | 1 min 58 s 06 | 2e           | 1 min 58 s 28    | 6e                                 |
| Habitam Alemu      | 800 m           | 2 min 2 s 19                        | 7e                                  | 2 min 2 s 73                | 6e                          | Éliminée      | Éliminée     | Éliminée         | Éliminée                           |
| Tsige Duguma       | 800 m           | 1 min 57 s 90                       | 1re                                 | Exemptée                    | Exemptée                    | 1 min 57 s 47 | 1re          | 1 min 57 s 15    | Médaille d'argent, Jeux olympiques |
| Gudaf Tsegay       | 1 500 m         | 3 min 58 s 84                       | 1re                                 | Exemptée                    | Exemptée                    | 3 min 56 s 41 | 4e           | 4 min 1 s 27     | 12e                                |
| Diribe Welteji     | 1 500 m         | 3 min 59 s 73                       | 1re                                 | Exemptée                    | Exemptée                    | 3 min 55 s 10 | 1re          | 3 min 52 s 75 PB | 4e                                 |
| Birke Haylom       | 1 500 m         | 4 min 7 s 15                        | 13e                                 | 4 min 1 s 47                | 1re                         | 4 min 3 s 11  | 10e          | Éliminée         | Éliminée                           |
| Gudaf Tsegay       | 5 000 m         | 14 min 57 s 84                      | 5e                                  | Non disputé                 | Non disputé                 | Non disputé   | Non disputé  | 14 min 45 s 21   | 9e                                 |
| Ejgayehu Taye      | 5 000 m         | 14 min 57 s 97                      | 6e                                  | Non disputé                 | Non disputé                 | Non disputé   | Non disputé  | 14 min 32 s 98   | 6e                                 |
| Medina Eisa        | 5 000 m         | 15 min 0 s 82                       | 2e                                  | Non disputé                 | Non disputé                 | Non disputé   | Non disputé  | 14 min 35 s 43   | 7e                                 |
| Gudaf Tsegay       | 10 000 m        | Non disputé                         | Non disputé                         | Non disputé                 | Non disputé                 | Non disputé   | Non disputé  | 30 min 45 s 04   | 6e                                 |
| Fetune Tesfaye     | 10 000 m        | Non disputé                         | Non disputé                         | Non disputé                 | Non disputé                 | Non disputé   | Non disputé  | 30 min 46 s 93   | 7e                                 |
| Tsigie Gebreselama | 10 000 m        | Non disputé                         | Non disputé                         | Non disputé                 | Non disputé                 | Non disputé   | Non disputé  | 30 min 54 s 57   | 10e                                |
| Tigst Assefa       | Marathon        | Non disputé                         | Non disputé                         | Non disputé                 | Non disputé                 | Non disputé   | Non disputé  | 2 h 22 min 58 s  | Médaille d'argent, Jeux olympiques |
| Alemu Megertu      | Marathon        | Non disputé                         | Non disputé                         | Non disputé                 | Non disputé                 | Non disputé   | Non disputé  | DNF              | DNF                                |
| Amane Beriso       | Marathon        | Non disputé                         | Non disputé                         | Non disputé                 | Non disputé                 | Non disputé   | Non disputé  | 2 h 23 min 57 s  | 5e                                 |
| Sembo Almayew      | 3 000 m steeple | 9 min 15 s 42                       | 2e                                  | Non disputé                 | Non disputé                 | Non disputé   | Non disputé  | 9 min 0 s 83     | 5e                                 |
| Lomi Muleta        | 3 000 m steeple | 9 min 10 s 73 PB                    | 5e                                  | Non disputé                 | Non disputé                 | Non disputé   | Non disputé  | 9 min 6 s 07     | 8e                                 |

### Natation
| Athlète             | Épreuve         | Séries  | Séries | Demi-finales | Demi-finales | Finale   | Finale   |
| Athlète             | Épreuve         | Temps   | Rang   | Temps        | Rang         | Temps    | Rang     |
| ------------------- | --------------- | ------- | ------ | ------------ | ------------ | -------- | -------- |
| Lina Alemayehu Selo | 50 m nage libre | 31 s 87 | 68e    | Éliminée     | Éliminée     | Éliminée | Éliminée |